# أنظمة الطعام

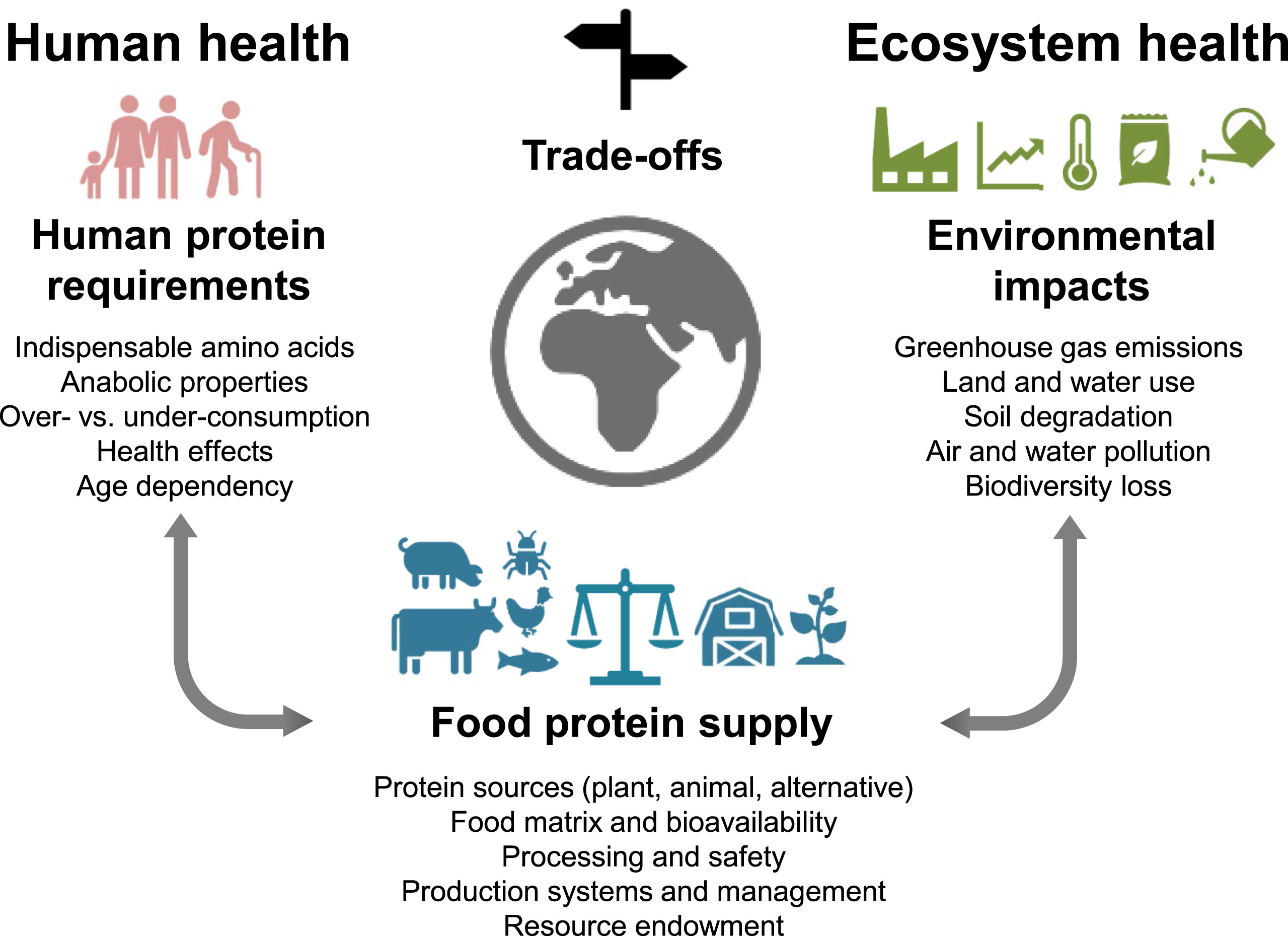
شرح باللغة الانجليزية عن نظام السلسلة الغذائية

إن مصطلح أنظمة الطعام يُستخدم بإستمرار في المناقشات عن التغذية، والطعام، والصحة، وتطوير اقتصاد المجتمع والزراعة. يشتمل نظام الطعام علي جميع الأسس والعمليات المعنية بتغذية السكان مثل :الزراعة، و الحصاد، والمعالجة أثناء الصنع، والتعبئة، والتغليف، والنقل، والتسوق، والإستهلاك، وبيع الطعام وأي شئ متعلق به.
وهو يشتمل أيضاً على المدخلات والمخرجات المحتاجة معممة كل من هذه الخطوات. أن شغل نظام الطعام يكون مضمون، ويكون متأثرا بالمجتمع، والسياسية، والاقتصاد، و السياقات البيئية.